# Qatar Stars League 2023-24
La Qatar Stars League 2023-24 fue la edición número 51 de la Qatar Stars League, la máxima categoría del fútbol de Catar. La temporada comenzó el 16 de agosto de 2023 y terminó el 27 de abril de 2024.
El Al-Duhail partió como campeón defensor, luego de obtener su octavo título.

## Equipos participantes
El club Muaither fue promovido de la Segunda División de Catar 2022-23. Sustituyó al club Al-Sailiya.

### Ciudades y estadios

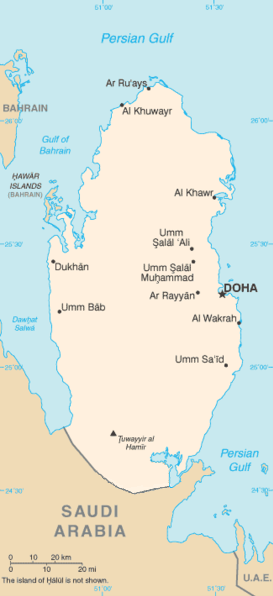
Catar

| Equipo         | Ciudad             | Estadio               | Capacidad |
| -------------- | ------------------ | --------------------- | --------- |
| Al-Ahli Doha   | Doha               | Hamad bin Khalifa     | 12 000    |
| Al-Arabi SC    | Doha               | Grand Hamad           | 13 000    |
| Al-Duhail SC   | Doha               | Abdullah Bin Khalifa  | 9 000     |
| Al-Gharafa SC  | Doha               | Thani bin Jassim      | 25 000    |
| Al-Markhiya SC | Doha               | Varios                |           |
| Al-Rayyan SC   | Rayán              | Áhmad bin Ali         | 45 032    |
| Al-Sadd SC     | Rayán              | Jassim bin Hamad      | 15 000    |
| Muaither       | Rayán              | Muaither Sports Club  | 27 000    |
| Al-Shamal SC   | Madinat ash Shamal | Varios                |           |
| Al-Wakrah SC   | Al Wakrah          | Saoud bin Abdulrahman | 20 000    |
| Qatar SC       | Doha               | Suheim Bin Hamad      | 20 000    |
| Umm-Salal SC   | Umm Salal          | Thani bin Jassim      | 25 000    |

## Desarrollo

### Clasificación
| Pos. | Equipo          | Pts. | PJ | G  | E | P  | GF | GC | Dif. | Clasificación 2024-25                      |
| ---- | --------------- | ---- | -- | -- | - | -- | -- | -- | ---- | ------------------------------------------ |
| 1    | Al-Sadd (C)     | 49   | 22 | 15 | 4 | 3  | 65 | 21 | +44  | Fase de liga de la Liga de Campeones Élite |
| 2    | Al-Rayyan       | 47   | 22 | 15 | 2 | 5  | 50 | 26 | +24  | Fase de liga de la Liga de Campeones Élite |
| 3    | Al-Gharafa      | 44   | 22 | 13 | 5 | 4  | 53 | 36 | +17  | Play-offs de la Liga de Campeones Élite    |
| 4    | Al-Wakrah       | 38   | 22 | 11 | 5 | 6  | 40 | 30 | +10  | Fase de grupos de la Liga de Campeones 2   |
| 5    | Al-Arabi        | 29   | 22 | 7  | 8 | 7  | 42 | 38 | +4   |                                            |
| 6    | Al-Duhail       | 28   | 22 | 8  | 4 | 10 | 42 | 45 | −3   |                                            |
| 7    | Umm-Salal       | 28   | 22 | 7  | 7 | 8  | 32 | 37 | −5   |                                            |
| 8    | Qatar S. C.     | 25   | 22 | 7  | 4 | 11 | 39 | 47 | −8   |                                            |
| 9    | Al-Shamal       | 25   | 22 | 6  | 7 | 9  | 28 | 37 | −9   |                                            |
| 10   | Al-Ahli         | 23   | 22 | 7  | 2 | 13 | 37 | 58 | −21  |                                            |
| 11   | Al-Markhiya (D) | 18   | 22 | 5  | 3 | 14 | 20 | 50 | −30  | Play-off de descenso                       |
| 12   | Muaither (D)    | 14   | 22 | 3  | 5 | 14 | 35 | 57 | −22  | Segunda División                           |

 Fuente: Soccerway
Notas:
1. ↑  Dado que el campeón de la Copa del Emir de Catar 2024, Al-Sadd, estaba clasificado a la fase de liga de la Liga de Campeones Élite por su ubicación en la Qatar Stars League, el cupo que otorga la Copa del Emir en la fase de liga pasó al segundo lugar de este torneo.

### Resultados
| Local \ Visitante | AHL | ARA | DUH | GHA | MAR | RAY | SAD | MUA | SHA | WAK | QAT | UMM |
| ----------------- | --- | --- | --- | --- | --- | --- | --- | --- | --- | --- | --- | --- |
| Al-Ahli           | —   | 1–1 | 1–2 | 1–4 | 1–4 | 0–4 | 1–9 | 4–2 | 1–2 | 1–0 | 2–4 | 1–2 |
| Al-Arabi          | 2–3 | —   | 3–3 | 0–1 | 1–2 | 2–3 | 2–2 | 4–3 | 1–1 | 2–1 | 1–0 | 1–1 |
| Al-Duhail         | 3–5 | 2–2 | —   | 1–4 | 0–0 | 3–2 | 3–1 | 4–1 | 3–1 | 2–3 | 1–1 | 0–1 |
| Al-Gharafa        | 1–2 | 5–4 | 3–2 | —   | 2–0 | 3–0 | 2–2 | 5–2 | 1–1 | 1–1 | 2–1 | 1–1 |
| Al-Markhiya       | 0–2 | 0–4 | 1–2 | 3–2 | —   | 0–1 | 1–2 | 0–2 | 2–1 | 0–3 | 1–2 | 1–1 |
| Al-Rayyan         | 4–1 | 1–0 | 2–0 | 3–4 | 6–0 | —   | 4–0 | 1–0 | 2–1 | 3–0 | 1–0 | 2–2 |
| Al-Sadd           | 4–2 | 0–1 | 3–1 | 4–0 | 5–0 | 4–0 | —   | 4–2 | 4–0 | 0–0 | 3–0 | 6–0 |
| Muaither          | 1–1 | 2–2 | 2–5 | 0–2 | 5–2 | 0–0 | 0–2 | —   | 2–2 | 2–4 | 3–5 | 1–3 |
| Al-Shamal         | 2–1 | 0–0 | 1–2 | 1–0 | 2–0 | 3–4 | 0–4 | 0–0 | —   | 0–0 | 1–2 | 1–3 |
| Al-Wakrah         | 3–2 | 2–4 | 2–1 | 2–4 | 1–2 | 3–2 | 0–0 | 3–0 | 2–2 | —   | 1–0 | 2–1 |
| Qatar S. C.       | 1–3 | 3–4 | 4–2 | 4–4 | 4–0 | 0–3 | 1–3 | 3–2 | 0–2 | 1–5 | —   | 1–1 |
| Umm-Salal         | 3–1 | 2–1 | 2–0 | 1–2 | 1–1 | 0–2 | 1–3 | 1–2 | 3–4 | 0–2 | 2–2 | —   |

## Play-off de descenso
El penúltimo lugar de este torneo, Al-Markhiya, jugó contra el subcampeón de la Segunda División 2023-24, Al-Shahaniya. El partido se disputó el 5 de mayo de 2024.
| Equipo 1    | Resultado | Equipo 2     |
| ----------- | --------- | ------------ |
| Al-Markhiya | 1–3       | Al-Shahaniya |

## Goleadores
- Clasificación final, 28 de abril de 2024. (Flashscore)
| Pos. | Jugador           | Equipo     | Goles |
| ---- | ----------------- | ---------- | ----- |
| 1    | Akram Afif        | Al-Sadd    | 26    |
| 2    | Yacine Brahimi    | Al-Gharafa | 21    |
| 3    | Róger Guedes      | Al-Rayyan  | 19    |
| 4    | Omar Al Somah     | Al-Arabi   | 17    |
| 5    | Mohamed Benyettou | Al-Wakrah  | 16    |
| 6    | Michael Olunga    | Al-Duhail  | 15    |
| 7    | Yohan Boli        | Qatar SC   | 13    |
| 8    | Ricardo Gomes     | Al-Shamal  | 12    |
| 9    | Naim Sliti        | Al-Ahli    | 10    |
| 9    | Achraf Bencharki  | Al-Rayyan  | 10    |